# Oxycantha darwini
Oxycantha darwini is een vliesvleugelig insect uit de familie Eulophidae. De wetenschappelijke naam is voor het eerst geldig gepubliceerd in 1996 door Surekha & Ubaidillah.